# Nathaniel Clyne
Nathaniel Edwin Clyne (n. 5 aprilie 1991, Greater London, Anglia, Regatul Unit) este un fotbalist britanic, care joacă pe post de fundaș lateral la Crystal Palace în Premier League. Pe plan internațional, are prezențe la națională pentru Anglia U19⁠(d) și Anglia U-21⁠(d)..